# Rallye Griechenland 1980
Die 27. Rallye Griechenland (auch Acropolis Rally genannt) war der 5. Lauf zur Rallye-Weltmeisterschaft 1980. Sie fand vom 26. bis zum 29. Mai in der Region von Athen statt. Von den 56 geplanten Wertungsprüfungen wurde eine (55) abgesagt.

## Klassifikationen

### Endergebnis
| Rang | Fahrer           | Co-Pilot              | Auto                   | Zeit (Std./Min./Sek.) | Rückstand Sieger (Min./Sek.) Rückstand V (Min./Sek.) |
| ---- | ---------------- | --------------------- | ---------------------- | --------------------- | ---------------------------------------------------- |
| 1    | Ari Vatanen      | David Richards        | Ford Escort RS 1800    | 12:55:44              | 00:00                                                |
| 2    | Timo Salonen     | Seppo Harjanne        | Datsun 160J            | 12:58:26              | 02:42                                                |
| 3    | Markku Alén      | Ilkka Kivimäki        | Fiat 131 Abarth        | 13:02:48              | 07:04 04:22                                          |
| 4    | Anders Küllang   | Bruno Berglund        | Opel Ascona 400        | 13:06:47              | 11:03 03:59                                          |
| 5    | Walter Röhrl     | Christian Geistdörfer | Fiat 131 Abarth        | 13:18:54              | 23:10 12:07                                          |
| 6    | Ove Andersson    | Henry Liddon          | Toyota Ceilica 2000 GT | 13:18:54              | 23:10 00:00                                          |
| 7    | Harry Källström  | Bo Thorszelius        | Datsun 160J            | 13:18:56              | 23:12 00:02                                          |
| 8    | Attilio Bettega  | Arnaldo Bernacchini   | Fiat 131 Abarth        | 13:20:37              | 24:53 01:41                                          |
| 9    | Tasos Livieratos | Manólis Markinos      | Lancia Stratos HF      | 13:37:07              | 41:23 16:30                                          |
| 10   | Timo Mäkinen     | Jean Todt             | Peugeot 504 Coupé      | 13:39:49              | 44:05 02:42                                          |

Insgesamt wurden 37 von 154 gemeldeten Fahrzeuge klassiert:

### Fahrer-Weltmeisterschaft
| Pos. | Fahrer          | Punkte |
| ---- | --------------- | ------ |
| 1    | Walter Röhrl    | 48     |
| 2    | Anders Kulläng  | 40     |
| 3    | Björn Waldegård | 35     |
| 4    | Markku Alén     | 27     |
| 5    | Shekhar Mehta   | 20     |

### Herstellerwertung
| Pos. | Team          | Punkte |
| ---- | ------------- | ------ |
| 1    | Fiat          | 51     |
| 2    | Ford          | 38     |
| 3    | Opel          | 38     |
| 4    | Datsun        | 35     |
| 5    | Mercedes-Benz | 29     |